# Parco Naturale delle Alpi Marittime

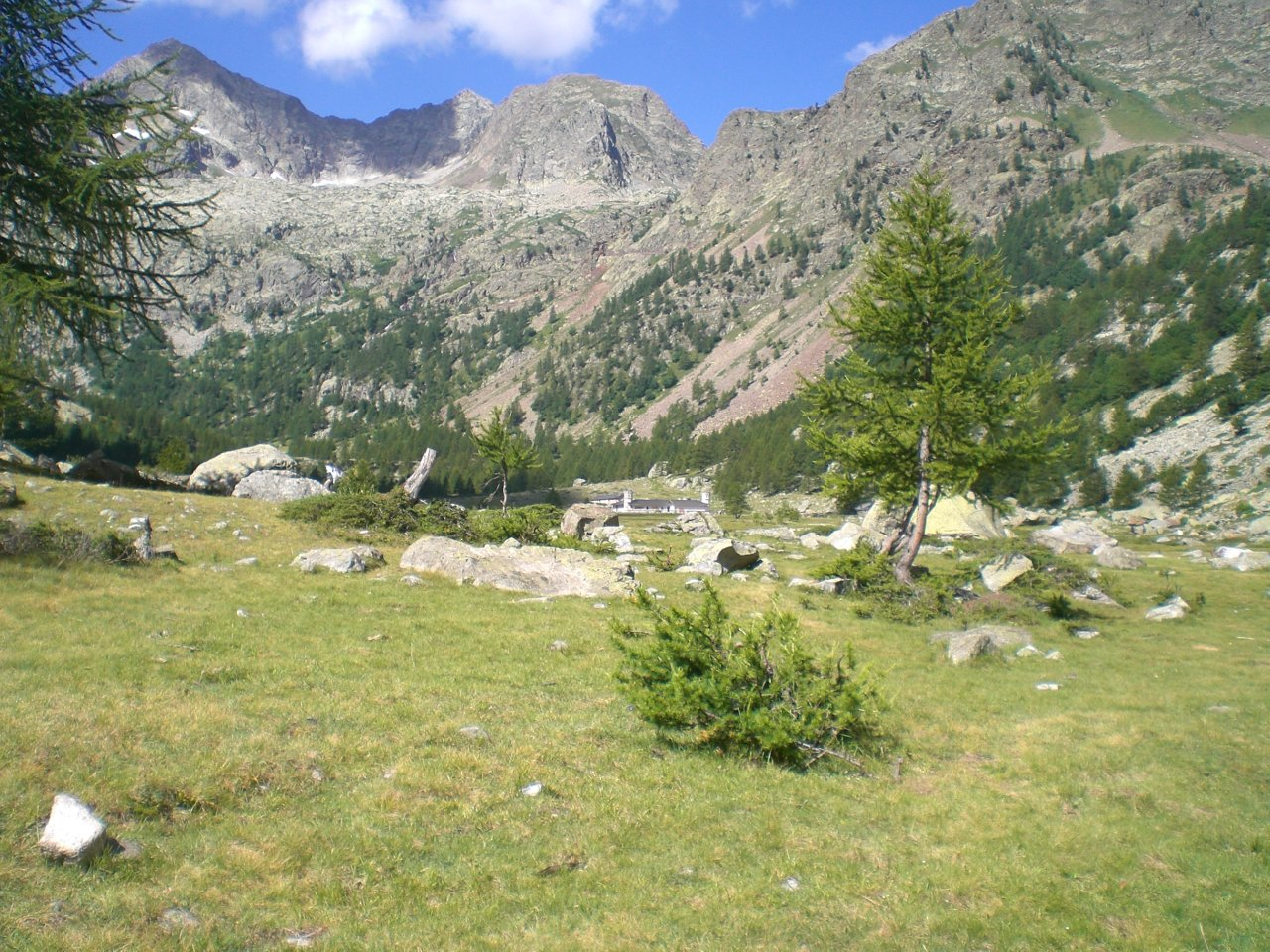
Pian del Valasco, Valle Gesso (Cuneo)

Parco Naturale delle Alpi Marittime (Włochy)

Parco Naturale delle Alpi Marittime – włoski park natury.  Znajduje się we włoskim regionie Piemont, we włoskich Alpach Nadmorskich. Jest podzielony na trzy doliny: Valle Gesso, Valle Stura di Demonte i Valle Vermenagna i pięć gmin: Aisone, Entracque, Valdieri, Roaschia i Vernante. Najwyższą górą, znajdującą się w parku jest szczyt Monte Argentera, którego wysokość wynosi 3 297 metrów. Park powstał w 1980 i zajmuje obszar 27 832,24 hektarów.  

## Początki
Historia Parco Naturale delle Alpi Marittime zaczęła się od polowań na terytorium Valdieri i Entracque przez króla Wiktora Emanuela II w 1857. Urządzenie i prowadzenie parku natury we Włoszech zostało uregulowane Dekretem (wł. Decreto del Presidente della Repubblica) 616/77, a obszar kompetencji poszczególnych regionów przydzielony. W 1980 powstał Parco naturale dell'Argentera, a w 1995 został on połączony z Riserva del Bosco e dei Laghi di Palanfré w całość. Park współpracuje razem z francuskim Parkiem Narodowym Mercantour (fr. Parc national du Mercantour), w 1987 została podpisana umowa o współpracy i od tamtego roku razem pracują nad tworzeniem Europejskiego Parku Narodowego.

## Fauna i Flora
Parco Naturale delle Alpi Marittime posiada bogatą gatunkowo florę, ponad 2000 gatunków roślin, z których 40 jest endemicznych. Najbardziej znaną rośliną endemiczną jest Saxifraga florulenta, rodzaj rośliny  skalnicowatej, która po około trzydziestu latach jeden raz zakwita i potem umiera. 
W parku żyją kozice północne, koziorożce alpejskie, orły przednie, orłosępy, świstaki, muflony śródziemnomorskie, głuszce zwyczajne i kilka wilków apenińskich. Przesiedlanie koziorożców alpejskich zaczęło się już w 1921.

## Natura i ochrona środowiska
W 1993 Parco Naturale delle Alpi Marittime dostał przez Radę Europy Europejski dyplom dla obszarów chronionych. 